# Chapelle Saint-Achillée de Château-Richer
Cette chapelle Saint-Achillée est une église catholique située dans le hameau Saint-Achillée dépendant de la ville de Château-Richer, sur La Côte-de-Beaupré au Québec (Canada). Répertoriée dans l'inventaire des lieux de culte du Québec et dans l'inventaire du patrimoine bâti de La Côte-de-Beaupré, elle ne bénéficie d'un statut de citation patrimoniale.

## Histoire
Une mission est fondée en 1885 Achille-Joseph Pelletier, curé de Château-Richer. La chapelle est construite à cette époque. La mission est desservie par les membres du clergé de Château-Richer et de Sainte-Anne-de-Beaupré,. 
La chapelle a été « remise à neuf » en 1982 par des résidents du secteur et de la municipalité. Une seconde restauration a lieu au début du xxe siècle[réf. nécessaire].

## Architecture
Le bâtiment d'un étage et demi est de plan rectangulaire avec, en appentis, un chœur. À l'extérieur, le revêtement des murs est de clin de bois peint en marron, tandis qu'il était recouvert de polychlorure de vinyle en 2003.
La toiture à deux versants, recouverte de tôle, est surmontée d'un lanterneau, lui-même surmonté d'une croix.
À l'intérieur, la nef est constituée d'un unique vaisseau. Le plafond plat est recouvert de bois, comme les murs. Sur l'autel est installé un orgue.